# 永井知佳
永井 知佳（ながい ともか、2002年11月24日 - ）は、日本の女子バレーボール選手である。

## 来歴
大阪府大阪市出身。
敬愛学園高等学校時代は第73回春高バレーで3回戦に進出した。
敬愛大学国際学部に進学。4年生ではキャプテンを務め、春季関東2部リーグで敢闘選手賞を受賞、秋季リーグでは1部昇格に貢献した。同年12月、SVリーグ所属の岡山シーガルズへの内定が発表された。12月25日に選手登録が行われ、28日の2024-25シーズン第10節のPFUブルーキャッツ石川かほく戦でSVリーグデビューを果たした。

## 受賞歴
- 2024年 - 春季関東大学女子2部リーグ 敢闘選手賞

## 所属チーム
- 市川市立第八中学校（2015-2018年）
- 敬愛学園高等学校（2018-2021年）
- 敬愛大学（2021-2025年）
- 岡山シーガルズ（2025年-）